# Calliphora genarum
Calliphora genarum är en tvåvingeart som först beskrevs av Zetterstedt 1838.  Calliphora genarum ingår i släktet Calliphora och familjen spyflugor. Arten är reproducerande i Sverige. Inga underarter finns listade i Catalogue of Life.